# Kiswa

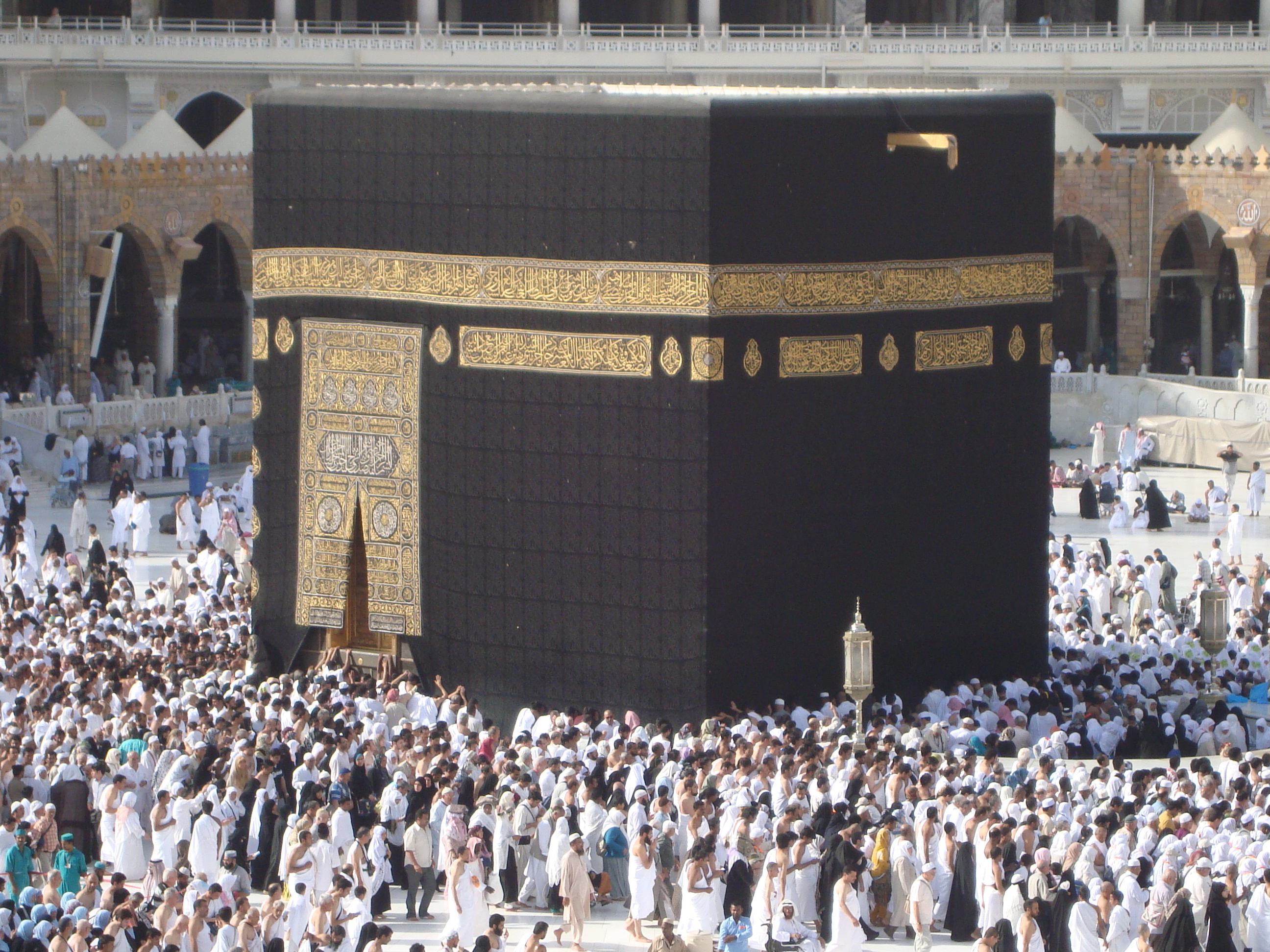
Vue de la Kiswa, avec la partie richement ornée qui recouvre la porte de l'édifice.

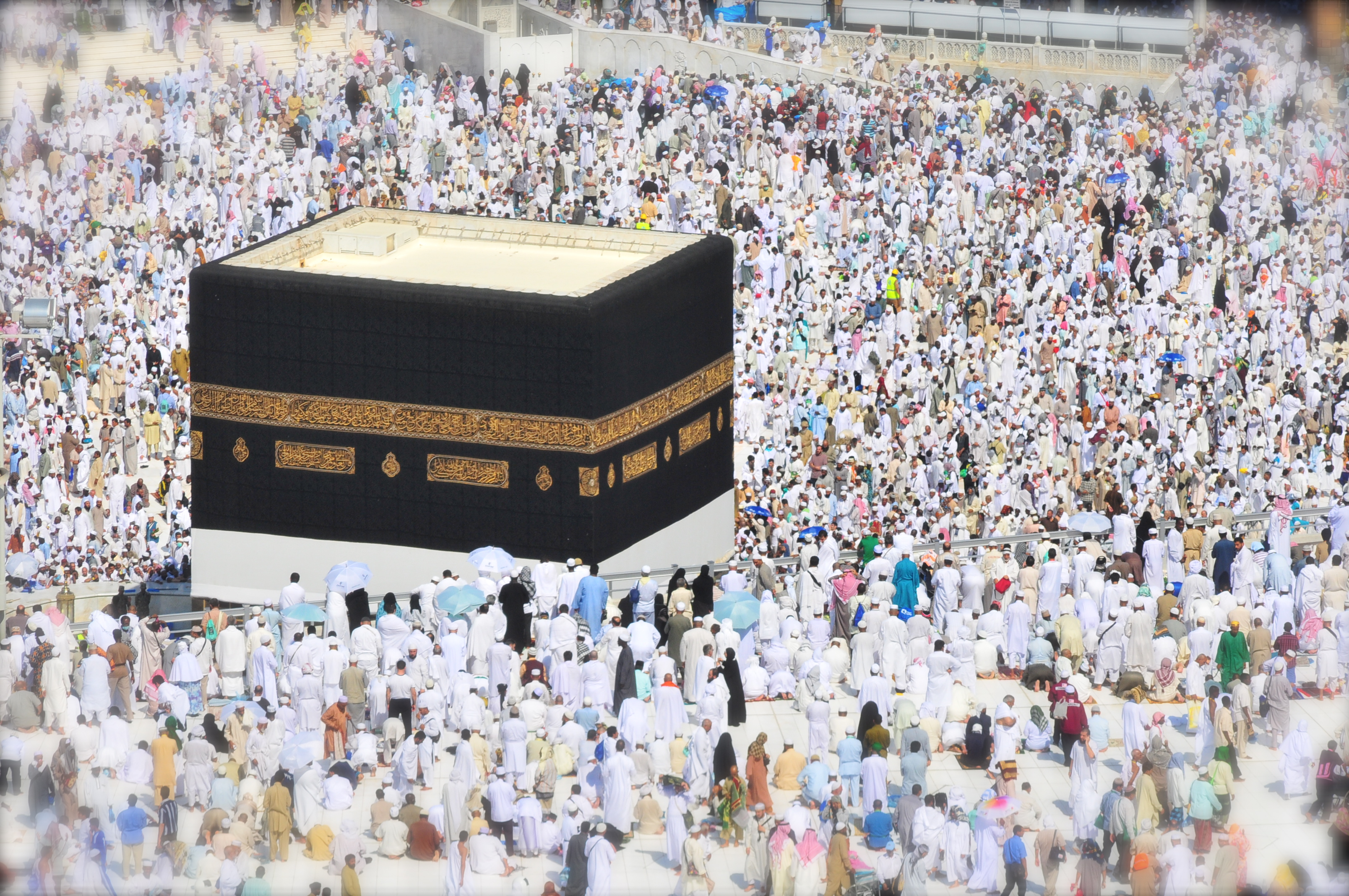
La Kaaba avec la kiswa retournée et relevée, qui laisse voir sa face blanche.

La kiswa (de l'arabe كسوة [ costume]) est une étoffe de soie noire qui recouvre la Kaaba (ou Ka'aba) à La Mecque, et qui est ornée à mi-hauteur de calligraphies de la profession de foi musulmane et de versets coraniques, brodées en fil d'or. Elle est changée tous les ans, le 9 dhou al-hijja du calendrier hégirien, date qui correspond à la fin du hajj, « pèlerinage » — précédemment, on la changeait le 10 mouharram. Pendant le hajj, elle est remplacée par un drap blanc pour s'accorder aux  habits blancs (ihram) des pèlerins. Toutefois, une pratique courante consiste à retourner la kiswa (dont la face intérieure est blanche) et à la remonter le long du mur afin d'éviter que les pèlerins ne la salissent ou en découpent un petit morceau qu'ils emporteraient avec eux.

## Historique
Certaines sources historiques indiquent que Ismaïl Ibn Ibrahim a été le premier à couvrir la Kaaba, alors que d’autres attribuent ce geste à `Adnan ibn `Ad, ancêtre de Mahomet. Mais la plupart des sources conviennent que c'est un Tubba, roi d'Himyar au Yémen, qui a instauré cette tradition. Les différents émirs présentèrent ensuite leurs cadeaux à la Kaaba sous forme de couvertures en laine, en soie et autres  tissus de différentes couleurs. Les couvertures étaient mises les unes sur les autres, jusqu’au règne de Qusay ibn Kilab au Ve siècle, qui avait imposé aux tribus de fournir annuellement la couverture de la Kaaba.
Pendant très longtemps, la kiswa était offerte par les sultans égyptiens et elle était donc fabriquée en Égypte, avant d'être transportée à La Mecque avec la caravane du pèlerinage. Au début des années 1930, le gouvernement saoudien a ordonné la fabrication de la kiswa dans le royaume et a fait construire une usine dans ce but. Aujourd'hui, la soie continue à être importée, et la kiswa est cousue dans une usine bâtie vers 1975 en Arabie Saoudite.

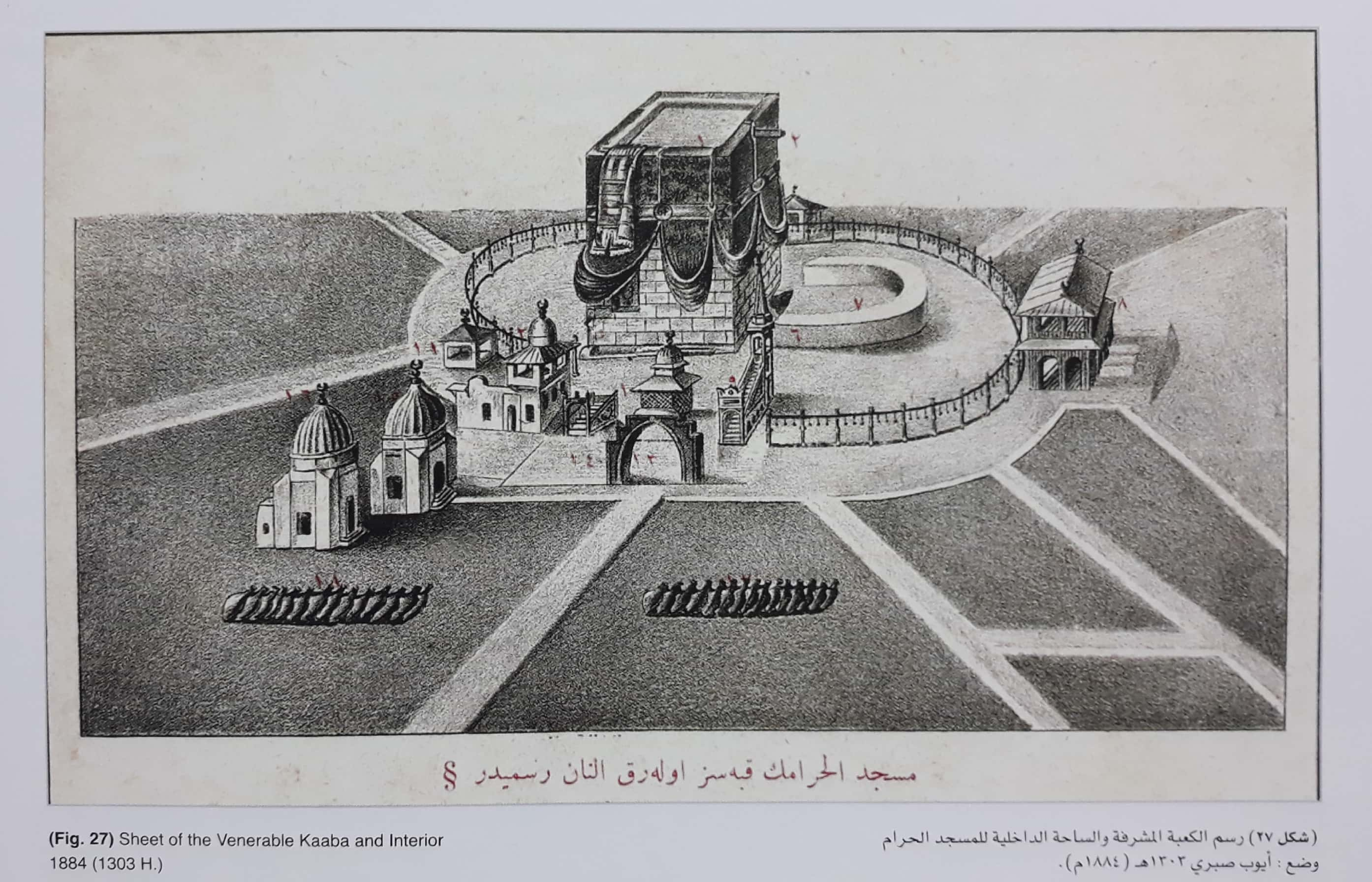
Vue de la Kaaba en 1884, avec la kiswa relevée. On remarque aussi les édicules qui entouraient alors le bâtiment (supprimés lors des réaménagements du XXe siècle).

Ni Mahomet ni les musulmans n'ont participé  à la couverture de la Kaaba par la kiswa avant la prise de La Mecque, car les Quraychites (la tribu dont est issu Mahomet) le leur interdisaient. Une fois la ville prise, Mahomet n’a pas changé la kiswa jusqu'à ce qu'elle ait été brûlée accidentellement par une femme qui fumigeait la Kaaba. Il a alors drapé celle-ci avec un tissu yéménite.

## Évolution du tissu

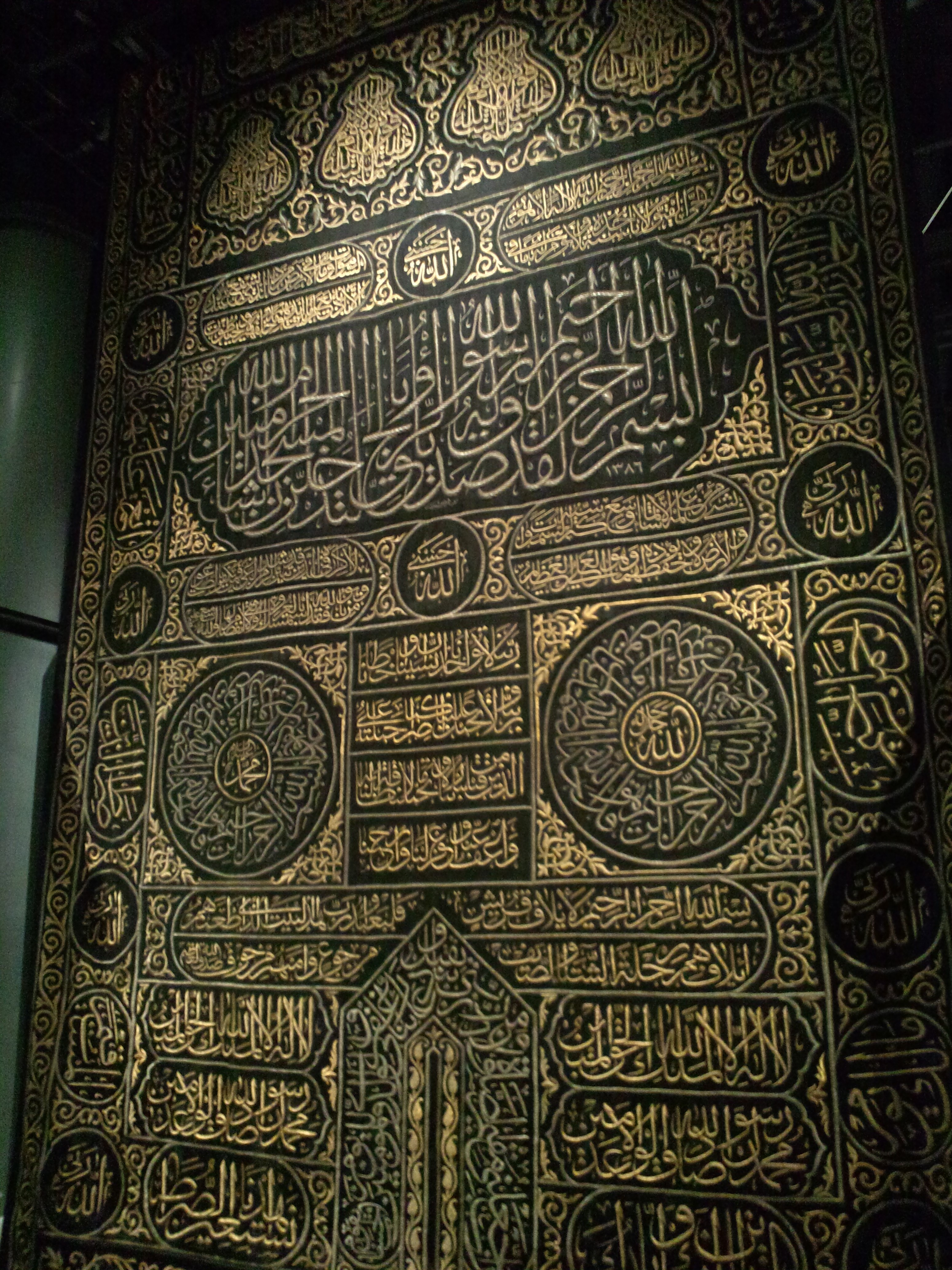
Vue de la partie de la kiswa qui recouvrait la porte de la Kaaba (sitâra) en 1966-1967 (1286 hégire). National Museum of Ethnology, Osaka.

Tous les types de textiles connus dans la période préislamique étaient utilisés pour couvrir la Kaaba – paille, soie, tissu yéménite rayé, garnitures irakiennes, châles yéménites, et tissu égyptien copte. Initialement, chaque année, la nouvelle kiswa était ajoutée sur les précédentes. Au cours du temps, les kiswas se sont ainsi accumulées et leur poids cumulé a commencé à mettre en danger la Kaaba, lorsque le calife abbasside Al-Mahdi effectua le hajj en 775 (l'an 160 de l'Hégire), il a ordonné de les enlever à l'exception d'une seule. Dès lors, cette pratique est devenue la norme, qui est toujours en vigueur aujourd'hui. Le calife Al-Mamoun (813-833) couvrait la Kaaba trois fois par an : il utilisait un brocard de soie rouge, un brocard en tissu, ainsi que des vêtements blancs coptes. Après cela, le calife abbaside An-Nasir (1180-1225), a couvert la Kaaba avec du tissu vert, puis avec du tissu noir. À la suite de cela, le noir est devenu la couleur de la kiswa. La pratique de couvrir le Kaaba a été perpétuée par le sultan Az-Zâhir Baybars, et par les rois d'Égypte. Peu après 1400 est apparue la coutume de recouvrir la porte de la Kaaba d'un rideau décoré, appelé al-burqu (« le voile »).

## Composition

### Kiswa
La kiswa coûte actuellement environ 17 millions de riyals saoudiens (plus de 4 millions d'euros) et pèse environ 800 kg. En effet, 670 kg de soie sont utilisés pour sa fabrication et environ 120 kg d'or et 50 kg d'argent pour les transcriptions qui la décorent. La kiswa a pour dimensions 14×47 mètres, couvrant une surface de 658 m2.

### Hazam
La kiswa mesure 14 m de haut. Le tiers supérieur du tissu est le « hazam » qui signifie la ceinture. Le hazam fait 95 cm de largeur et 45 m de longueur et se compose de 16 morceaux. La ceinture est brodée des fils argentés couverts d'or, avec quelques versets du Coran écrits avec le modèle d'Al-thuluth de la calligraphie arabe.

## Fabrication et transport
En Égypte
Jusqu'en 1927, la fabrication et le travail manuel de la kiswa avaient lieu en Égypte car elle était offerte en cadeau de la part des Mamelouks, puis des Ottomans (qui dirigeaient le pays) et enfin des rois d’Égypte. Le tissu dont elle était fabriquée était une sorte de soie appelé « qabati » fabriqué notamment dans la ville de Fayoum.
Le coût de la kiswa était très élevé et le roi Méhémet Ali, durant la première moitié du XIXe siècle, ordonna d'y consacrer une partie des fonds de l'État égyptien. Dans les années 1880, le « warshat al-kharanfash » situé dans le quartier de Bab al-Chai'ariya au Caire, fut chargé de la fabrication de la kiswa. On appelait aussi cet atelier Dar al-kiswa (« maison de la kiswa »). L'atelier, fondé en 1817, rassemblait des artisans tisserands et brodeurs. Il se spécialisa dans les années 1880 dans la fabrication de tissus pour la Mecque.
Elle était ensuite transportée à dos de chameau dans un grand palanquin (le «mahmal ») qui était au centre de la caravane qui se rendait à la Mecque, et qui a pu compter plusieurs milliers d'animaux. Le départ de ce cortège vers La Mecque donnait lieu à des festivités qui, au Caire, duraient trois jours.
Le « mahmal » se présentait sous forme d'un cadre carré de bois, triangulaire au sommet et couvert d'une étoffe de « dibaj » (sorte de soie) rouge ou verte, décorée par d'ornements tissés de fils d’or. Le mahmal est surmonté à ses quatre angles sommets de fleurons en or et en argent. À l'intérieur on y déposait deux boîtes en argent contenant chacune un Coran.
À la fin du hajj, le convoi revenait en Égypte transportant dans le mahmal l'ancienne kiswa qui, arrivée à destination, était découpée puis offerte aux nobles et aux princes.
En Arabie Saoudite
En 1926, Abdelaziz Al Saoud ordonne la construction d'une usine à La Mecque pour fabriquer la kiswa. Ce sera la première fois que la kiswa est produite à la Mecque. En 1943, le roi Fayçal ben Abdelaziz Al Saoud ordonne la construction d'une nouvelle usine à Umm al-Joud (banlieue ouest de La Mecque). Celle-ci entre en fonction en 1976. La nouvelle fabrique allie les technologies modernes et la tradition manuelle, de manière à préserver la qualité artistique de la kiswa.
L'usine produit deux kiswas chaque année, l'une à titre d'étoffe de secours. Le processus de fabrication comporte cinq étapes

### Teinture
De la soie décreusée (c'est-à-dire débarrassée du grès qui la compose) de la plus haute qualité est employée dans des écheveaux couverts de couches de gomme appelée florence, qui donne à la soie une couleur jaunâtre. Les écheveaux qui pèsent environ 100 g, ont une longueur de 3 000 m et une largeur de 76 cm. Cette soie est teinte en deux étapes.

### Tissage
Il se compose du tissage primaire, également appelé tissage manuel, et du tissage automatique.

### Conception et calligraphie

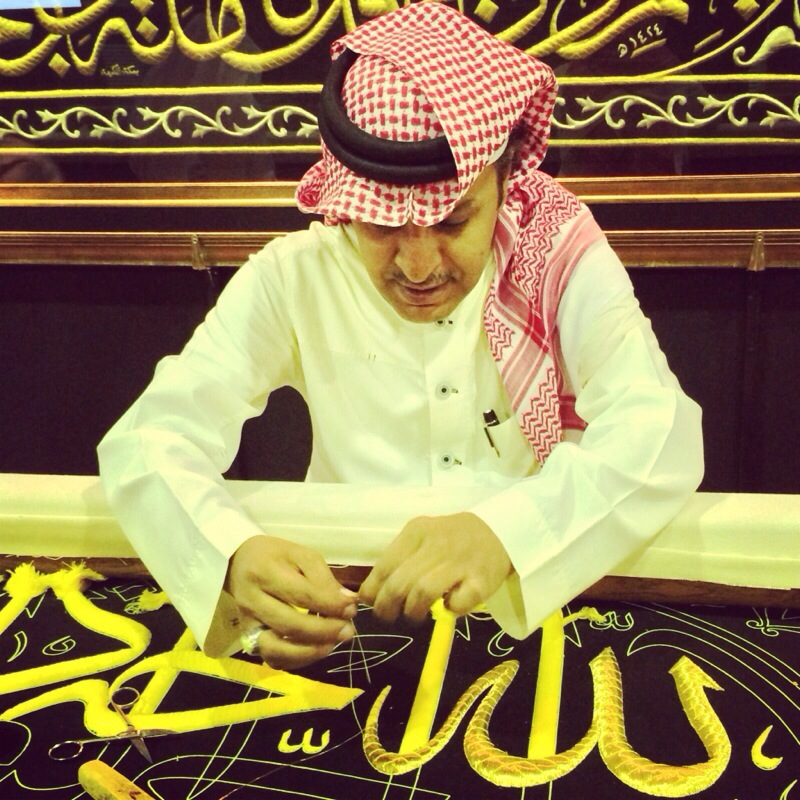
Broderie de la calligraphie sur la kiswa avec des fils d'or et d'argent.

Bien que le texte des inscriptions ne change jamais, le modèle de conception et d'écriture est changé de temps en temps, avec des suggestions faites par un groupe d'artistes et de calligraphes.

### Processus d'impression
Seules quelques personnes nommées par les hautes instances religieuses peuvent effectuer ce travail. L'usine emploie plus de 200 personnes, hautement qualifiées et toutes de nationalité saoudienne.

## Ancienne kiswa
Chaque année, à la fin du hajj, la kiswa est remplacé par une nouvelle étoffe. L'ancienne est alors découpée en morceaux de diverses tailles qui sont offerts à différentes personnes et organisations du monde musulman. Ces morceaux servent également à décorer des bâtiments gouvernementaux saoudiens, ou les ambassades saoudiennes. En 1982, l'Arabie saoudite a offert à l'Organisation des Nations unies, au nom de la communauté musulmane, la partie de la kiswa couvrant la porte de la Kaaba, la sitâra, lors d'une cérémonie au siège de l'ONU. Elle est aujourd'hui exposée dans le hall de la salle de réception des délégués.